# Kür Daşı Adası
Kür Daşı Adası (ryska: Ostrov Kurinskiy Kamen’) är en ö i Azerbajdzjan.   Den ligger i distriktet Nefttjala, i den sydöstra delen av landet, 160 km söder om huvudstaden Baku.